# Alexandros Tsakalidis
Alexandros Tsakalidis (griechisch Αλέξανδρος Τσακαλίδης; * 3. März 1993) ist ein griechischer Fußballschiedsrichter.
Tsakalidis leitet seit der Saison 2021/22 Spiele in der griechischen Super League, bisher hatte er über 20 Einsätze.
Seit 2025 steht Tsakalidis auf der Liste der FIFA-Schiedsrichter und pfeift internationale Fußballspiele.
In der Saison 2024/25 leitete Tsakalidis (mit der Partie FC Kopenhagen gegen den 1. FC Heidenheim am 13. Februar 2025) erstmals ein Spiel in der Conference League.